# Marvin (Carolina del Norte)
Marvin es una villa ubicada en el condado de Union en el estado estadounidense de Carolina del Norte. La localidad en el año 2000, tenía una población de 839 habitantes en una superficie de 10,2 km², con una densidad poblacional de 102,2 personas por km².

## Geografía
Marvin se encuentra ubicada en las coordenadas 35°05′08″N 80°38′03″O / 35.085485, -80.634032. Según la Oficina del Censo, la localidad tiene un área total de 10,2 km² (3,9 mi²), de la cual 10,2 km² (3,9 mi²) es tierra y 0,1 km² (0 mi²) (0.51%) es agua.

### Localidades adyacentes
El siguiente diagrama muestra a las localidades en un radio de 16 kilómetros (9,9 mi) de Marvin.

## Demografía
En el 2000 la renta per cápita promedia del hogar era de $68.304, y el ingreso promedio para una familia era de $71.630. El ingreso per cápita para la localidad era de $25.330. En 2000 los hombres tenían un ingreso per cápita de $47.083 contra $31.848 para las mujeres. Alrededor del 2.0% de la población estaba bajo el umbral de pobreza nacional.